# 주산페드로술라 중화민국 총영사관
주산페드로술라 중화민국 총영사관(중국어: 中華民國駐汕埠總領事館, 스페인어: Consulado General de la República de China en San Pedro Sula)는 중화민국 외교부가 온두라스의 제2도시인 산페드로술라에 개설했던 총영사관이다.
1941년 4월 9일에 중화민국과 온두라스 양국 간의 외교 관계가 수립되었다. 1957년 6월에 테구시갈파에 상주하는 주온두라스 중화민국 공사관이 개설되었고, 1962년에는 중화민국의 특명전권공사가 공사관에 상주를 개시하였다. 1997년 12월에 산페드로술라에 총영사관이 개설되었다. 그러나 2023년 3월 26일에 온두라스 외무부가 공식 트위터 계정을 통해 중화인민공화국과의 외교 관계 수립을 위하여 중화민국과의 외교 관계를 단절함에 따라 중화민국 외교부도 온두라스와의 외교 관계를 단절하고 주산페드로술라 총영사관도 폐쇄한다고 밝혔다.

## 같이 보기
- 중화민국 외교부
- 주온두라스 중화민국 대사관